# Amos Dolbear

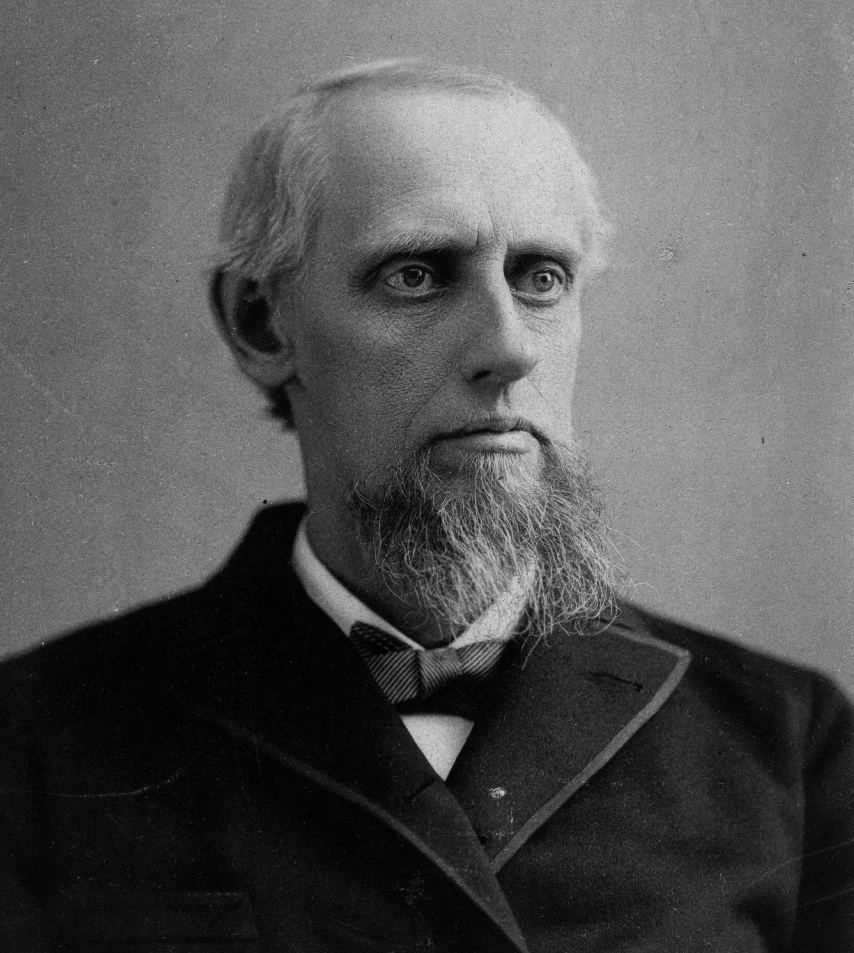
Amos Dolbear, 1880

Amos Emerson Dolbear (* 10. November 1837 Norwich, Connecticut; † 23. Februar 1910) war ein US-amerikanischer Professor und Erfinder. Er gilt als einer der Erfinder des Telefons und der drahtlosen Kommunikation. Seine Erfindungen waren Inhalt von Gerichtsprozessen unter anderem gegen Alexander Graham Bell und Guglielmo Marconi dem Funkpionier und Nobelpreisträger. Die Prozesse waren in beiden Fällen nicht erfolgreich, obwohl er die Entdeckungen viele Jahre zuvor experimentell nachgewiesen und zum Teil auch zum Patent angemeldet hatte.

## Leben
Amos Dolbear studierte an der Ohio Wesleyan University in Delaware, Ohio. Während seiner Studienzeit beschäftigte er sich mit der Telefonie. In dieser Zeit entwickelte er den ersten brauchbaren Telefonapparat, 11 Jahre bevor Bell seinen Apparat patentieren ließ. 1881 verlor Dolbear ein Verfahren gegen die American Bell Telephone Company vor dem Obersten Gerichtshof der Vereinigten Staaten. Er konnte nicht nachweisen, dass er bereits 1865 einen Telefonapparat mit einem Permanentmagneten entwickelt hatte. Von 1868 bis 1874 war Dolbear Professor an der Universität von Kentucky. Ab 1874 war er Physikprofessor an der privaten Tufts-Universität in Boston, Massachusetts. 1877 wurde Dolbear in die American Academy of Arts and Sciences gewählt. 1882 begann er sich mit drahtloser Kommunikation zu beschäftigen. Er benutze die Erde, um elektrische Wellen weiterzuleiten. Anfangs verwendete er eine Morsetaste, später ein Kohlemikrophon mit Sprache. Es gelang ihm, mehrere Kilometer drahtlos zu überbrücken. Am 5. Oktober 1886 erhielt er dafür ein Patent für ein Verfahren im Bereich der drahtlosen Kommunikation. 1899 verkaufte er das Patent an die New England Wireless Telegraph and Telephone Company, die einen Prozess gegen Guglielmo Marconi wegen Patentverletzungen im Bereich der drahtlosen Kommunikation anstrengte. 1901 wurde die Klage abgelehnt. Die Verfahren von Dolbear und Marconi wären zu verschieden. Marconi benutzte Funkwellen (elektromagnetische Wellen) zur Übertragung von Nachrichten.